# HD 45563
HD45563 — хімічно пекулярна зоря спектрального класу B9, що має видиму зоряну величину в смузі V приблизно  6,5.
Вона  розташована на відстані близько 489,0 світлових років від Сонця.

## Пекулярний хімічний вміст
Зоряна атмосфера HD45563 має підвищений вміст 
Si
.